# Веламасан, Тони
Антонио Веламасан Техедор (исп. Antonio Velamazán Tejedor; род. 22 января 1977 года в Барселоне, Испания) — испанский футболист, полузащитник клуба «Оспиталет».

## Клубная карьера
Пройдя через все молодёжные команды «Барселоны», Тони провёл одиннадцать матчей за главную команду в сезоне 1995/96, затем он отыграл по сезону в клубах «Реал Овьедо», «Альбасете» и «Эстремадура», регулярно появляясь на поле. В 1999 году Тони перешёл в «Эспаньол». Дебютный сезон стал лучшим отрезком его карьеры: игрок провёл тридцать четыре матча в Примере, забил там шесть мячей и выиграл кубок Испании. Однако команда заняла лишь четырнадцатое место в чемпионате. После «Эспаньола» Тони отыграл один сезон в «Альмерии», а с 2006 по 2011 год выступал за «Оспиталет».

## Карьера в сборной
Тони играл во всех юношеских и молодёжных командах Испании. В составе этих сборных он собрал две медали различного достоинства.

## Достижения
- Обладатель кубока Испании (1): 1999/00
- Бронзовый призёр Чемпионата Европы по футболу (до 21) (1): 2000
- Серебряный призёр летних олимпийских игр (1): 2000